# Lamelleren

Lamelleren tegen wervelstromen

Onder lamelleren verstaat men het opbouwen uit dunne plaatjes ijzer van een stator bij een wisselstroommotor of generator of van de kern bij een transformator. Deze plaatjes zijn geïsoleerd tegen elkaar bevestigd. Het lamelleren geschiedt om wervelstromen, ook wel Foucaultse stromen genoemd, te beperken. Hierdoor zullen wervelstroomverliezen en de daarmee ontstane warmteontwikkeling in de stator of magneetkern afnemen, wat het rendement ten goede komt.
De kern van een transformator wordt uit lamellen samengesteld. De lamellen in de kern worden gestanst uit transformatorblik, dat is een soort staal.